# Galboa typica
Galboa typica är en insektsart som beskrevs av William Lucas Distant 1909. Galboa typica ingår i släktet Galboa och familjen dvärgstritar. Inga underarter finns listade i Catalogue of Life.